# František Ringhoffer IV.
František Ringhoffer, německy Franz Ringhoffer, plným jménem František Josef Leopold Emanuel Rudolf svobodný pán z Ringhofferů (31. května 1874 Smíchov – 30. listopadu 1940 Praha-Smíchov) byl česko-německý průmyslník z rodiny Ringhofferů, předposlední rodinný ředitel stejnojmenného koncernu.

## Život

### Mládí
Narodil se na Smíchově u Prahy jako nejstarší ze čtyř dětí Františka Ringhoffera III. a jeho ženy Františky, rozené Kleinové. Po dokončení vzdělání nastoupil jako společník do rodinné strojírenské firmy Ringhofferovy závody sídlící na Smíchově.

### Kariéra

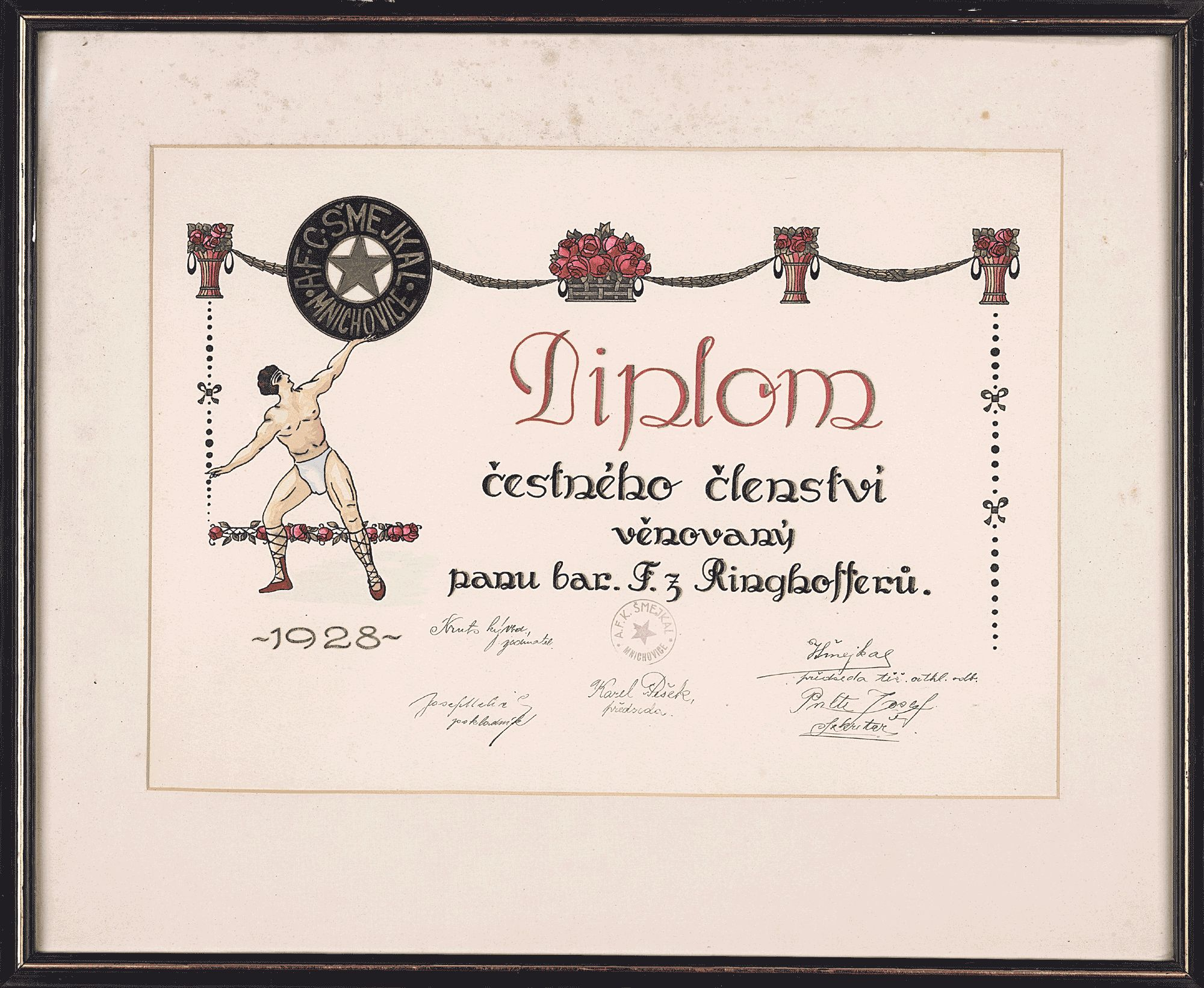
Diplom čestného člena AFC Šmejkal Mnichovice pro Františka Ringhoffera z roku 1928 (SOA Praha)

Jakožto nejstarší syn následně po smrti svého otce roku 1909 převzal pozici prezidenta podniku Ringhoffer s přidruženou Kopřivnickou vozovkou a dalšími podniky. V čele společnosti roku 1911 provedl transformaci firmy v akciovou společnost a nadále ji zdárně rozvíjel. Během první světové války vyrobila firma přes 20 tisíc vagonů. Později, když koupila i automobilku v Kopřivnici, přejmenovala se Ringhoffer-Tatra a postupně ovládala i další vagonky a elektrotechnické firmy v Československu (Moravskoslezskou vagónku ve Studénce, Waggonfabrik Bohemia v České Lípě, Továrnu na vozy v Kolíně, Elektrotechnickou továrnu Josefa Sousedíka ve Vsetíně). Stala se tak vůbec největším výrobcem vagónů na světě. Ve vedení firmy jej na přelomu 20. a 30. let nahradil bratr Hanuš, František pak nadále vykonával místo ředitele smíchovské továrny. V letech 1929–1930 firma Ringhoffer vyrobila salonní železniční vůz Aza 80 pro prezidenta republiky T. G. Masaryka. Rovněž pokračovala v trendu téměř výhradního dodavatele tramvajových souprav pro Elektrické podniky hlavního města Prahy.
Dále působil též jako např. člen správních rad subjektů Báňská a hutní společnost v Brně, Spolek pro chemickou a hutní výrobu v Ústí nad Labem, firma Cosmanos, spojené textilní továrny a tiskárny Josefův Důl a Allgemeine osterr. Boden-Credit Anstalt ve Vídni. Rovněž byl nadšeným hráčem golfu, na svém zámku ve Štiříně zřídil golfové hřiště a roku 1931 se stal i vůbec prvním prezidentem nově založeného Golfového svazu ČSR.
Po obsazení českých zemí v březnu 1939 přijala celá rodina Ringhofferů říšskoněmecké občanství. Tyto kroky byly pravděpodobně vedeny pragmatickou snahou o zachování nezávislosti rodinného koncernu.

### Úmrtí
František Ringhoffer IV. zemřel 30. listopadu 1940 na Smíchově. Pohřeb se uskutečnil o tři dny později v bazilice sv. Václava na Smíchově. Jeho tělo bylo následně převezeno do rodinné hrobky v Kamenici u Prahy. Ve vedení smíchovské vagónky zůstal až do své smrti.

### Po smrti
Vedení závodu následně převzal Hanuš Ringhoffer, Františkův nejmladší sourozenec. Hanuš byl po konci druhé světové války a osvobození Československa pro obvinění z kolaborace s nacistickým režimem zatčen a uvězněn. Zemřel v prosinci 1946 v internaci v Mühlbergu an der Elbe, jakožto poslední člen dynastie.
Závod pak podlehl procesu znárodnění a v dalších letech pak používal název Tatra Smíchov.

### Rodina
Byl ženat se svojí sestřenicí Leopoldinou „Inou" sv. p. Ringhofferovou (1879–1956). Z manželství vzešly dvě děti. Dcera Alžběta (1901–1968) byla manželkou hraběte Rudolfa Serényiho (1902–1954), nejmladšího syna moravského zemského hejtmana Otty Serényiho. Syn František (1902–1937) se v roce 1936 oženil s Marií Karolínou Nádhernou z Borutína (1915–2004), ale zemřel již následujícího roku na urosepsi ve věku pětatřiceti let.
Členové rodiny byli nuceni při odsunu německého obyvatelstva z ČSR v letech 1945 až 1948 opustit zemi. Leopoldina zemřela roku 1956 ve Frankfurtu nad Mohanem v západním Německu.

### Památka
V roce 2020 pražský Dopravní podnik na jeho počest pojmenoval tramvajový vůz Škoda 15T.